# Acaenica
Acaenica is een geslacht van vlinders van de familie visstaartjes (Nolidae).

## Soorten
- A. diaperas Hampson, 1918